# Aphanogmus strabus
Aphanogmus strabus är en stekelart som beskrevs av Paul Dessart 1994. Aphanogmus strabus ingår i släktet Aphanogmus och familjen pysslingsteklar. Inga underarter finns listade i Catalogue of Life.